# Hélène Fasan
 (octobre 2010).
Si vous disposez d'ouvrages ou d'articles de référence ou si vous connaissez des sites web de qualité traitant du thème abordé ici, merci de compléter l'article en donnant les références utiles à sa vérifiabilité et en les liant à la section « Notes et références ».
Hélène Fasan (née le 5 septembre 1954) est une chanteuse de variété française.

## Biographie
Hélène Fasan est née le 5 septembre 1954 à Lectoure dans le Gers.

## Enfance et débuts
Hélène est le 3e enfant d'une famille nombreuse. Elle apprend très tôt la guitare et chante les chansons de son idole Joan Baez. À l'âge de 21 ans, elle interprète "Never, never, never" de Shirley Bassey en première partie de la tournée de Dick Rivers en 1975.

## Succès
C'est véritablement à la fin des années 80 que sa carrière démarre. Elle rencontre Charles Dumont qui lui écrit une dizaine de chansons. Elle ne manque pas de susciter l'intérêt de Pascal Sevran qui l'invitera régulièrement dans son émission "La Chance Aux Chansons" puis "Chanter La Vie". Elle est présente sur le plateau du concert AZF en 2004 aux côtés de Claude Nougaro, Sacha Distel, Julie Pietri, Marie Myriam, Jean-Jacques Debout et Olivier Villa. Hélène vient de sortir un double album en hommage à la chanteuse Martine Baujoud. Parallèlement à la scène, elle donne des concerts dans les églises.
Elle est choisie pour chanter à Lourdes, le 15 août 2004, lors de la venue du Saint Père Jean-Paul II.

## Discographie
- 1989 – Mélodie bleue
- 1992 – Européenne
- 1994 – La Montalbanaise (single)
- 1997 – J'aime la pluie
- 1999 – Hymne au Téléthon
- 1999 – Le Noël de Jeanne (single)
- 2000 – Moissac 1500 ans de musique (single)
- 2000 – Chante Charles Dumont
- 2003 – Chante Noël
- 2004 – Avé Maria
- 2004 – Hélène Fasan
- 2004 – Au nom de ma mère (single)
- 2006 – Best
- 2010 – Hélène chante Martine Baujoud (double)
- 2012 - Hélène chante Edith Piaf et Charles Dumont - Lettre à l'ange rose

## Autres chansons
Charles Trenet et Hélène chantent en duo "La Mer" lors de l'inauguration de la place Charles Trenet en 1994 à Canet Plage.

## Vie personnelle
Hélène est la sœur du chanteur Phil Fasan.